# ACH (プロレスラー)
アルバート・ハーディー・ジュニア（英語: Albert C. Hardie Jr.、1987年12月7日 - ）は、アメリカ合衆国の男性プロレスラー。テキサス州オースティン出身。リングネームはACH（エー・シー・エイチ）。以前所属していたNXTではジョーダン・マイルズ（Jordan Myles）と名乗っていた。

## 来歴

### デビュー以前
ジェリー・レイエス、スコット・サマーズに師事し、2007年2月にプロレスデビューを果たす。

### デビュー後
デビュー以後、オースティンを拠点とするアナーキー・チャンピオンシップ・レスリング（Anarchy Championship Wrestling、略称 : ACW）を中心にインディー団体を転戦。2010年7月9日、ワールド・オブ・レスリング（World Of Wrestling、略称 : WOW）が主催するIndependence Explosion IIにて、WOWクルーザー級王座を保持するジョーイ・フィゲロアと対戦。勝利を収めて自身初となるタイトル奪取を果たした。ACWでは、主にロバート・エヴァンスと抗争を展開していき、8月22日、Distrust, Dismay & Anti-Social Behaviorにて、ACW U-30ヤングガン王座を保持するエヴァンスと対戦。この試合に勝利を収めて同王座を奪取した。

#### 2012年
2012年9月15日、ROHが主催するPPV、Death Before Dishonor Xに出場。カイル・オライリーと対戦したが敗戦。

#### 2013年
翌2013年2月21日、ROHと契約を結び同団体の所属選手となった。

#### 2016年

##### プロレスリング・ノアに参戦
2016年7月、プロレスリング・ノアに参戦。同団体が主催する日テレG+杯争奪ジュニアヘビー級タッグ・リーグ戦に石森太二とのタッグで出場。決勝戦で桃の青春（原田大輔 & 小峠篤司）と対戦。石森が原田からピンフォール勝ちを収めて、優勝を果たした。
8月21日、SUPER J-CUP決勝戦有明コロシアム大会にて、石森とのタッグで出場し、GHCジュニアヘビー級タッグ王座を保持する桃の青春と再戦。石森が原田からピンフォール負けを喫して王座奪取とはならなかった。

##### 新日本プロレスに参戦
10月、新日本プロレスが主催するSUPER Jr. TAG TOURNAMENTに石森とのタッグで出場し、同団体に初参戦を果たした。

#### 2019年

##### WWEと契約、退団
2019年2月11日、WWEと契約を結び、WWEパフォーマンスセンターにてデビューに向けてトレーニングを開始したことが発表された。
3月にNXTのハウスショーでデビュー。6月11日、リングネームをジョーダン・マイルズに変更することを発表。8月、NXTブレイクアウト・トーナメントに優勝。
10月、WWEが発売した自身のTシャツのデザインについて「人種差別である」という発言をTwitterに投稿。その後もWWEや以前所属した団体などを非難する発言を複数回投稿したのち、翌11月に「WWEを退団する」と発表した。12月にはTwitterで引退を表明。

#### 2020年

##### 新日本プロレス再参戦
WWE退団時に自身のtwitterで引退をほのめかしていたが、2020年8月15日に配信された「NJPW STRONG」（新日本プロレスのアメリカでの興行を配信するコンテンツ）エピソード2の第二試合の6人タッグマッチ（TJP・ACH・ゼインvsPJブラック・ミステリオッソ・クリスチャン戦）に登場し元気な姿を見せた（試合はゼインがPJにフォールを取られ敗北）。

#### 2021年
2月までは「NJPW STRONG」に参戦していたが、6月16日、Instagramで二度目の引退表明。

## 得意技

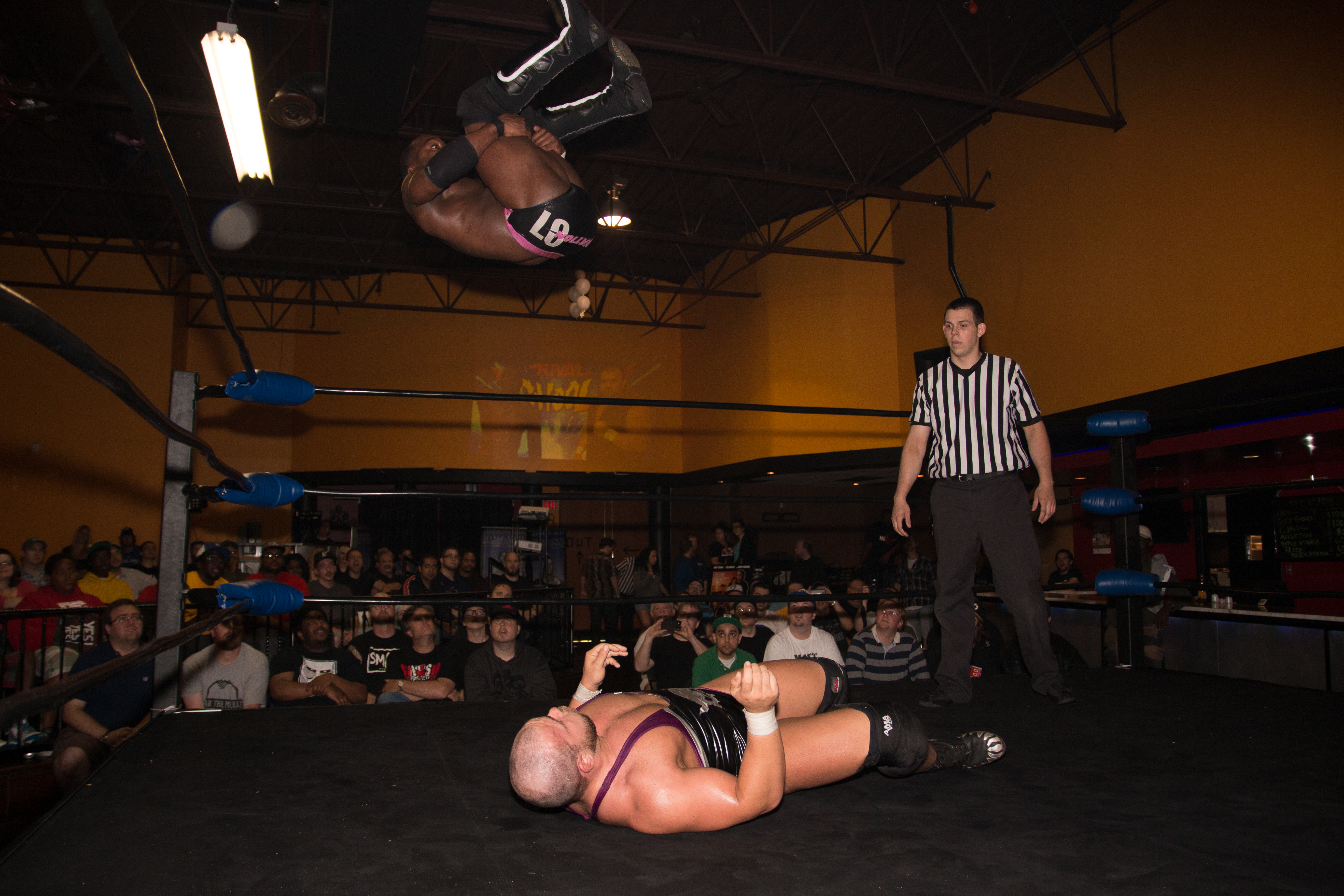
ミッドナイト・スター

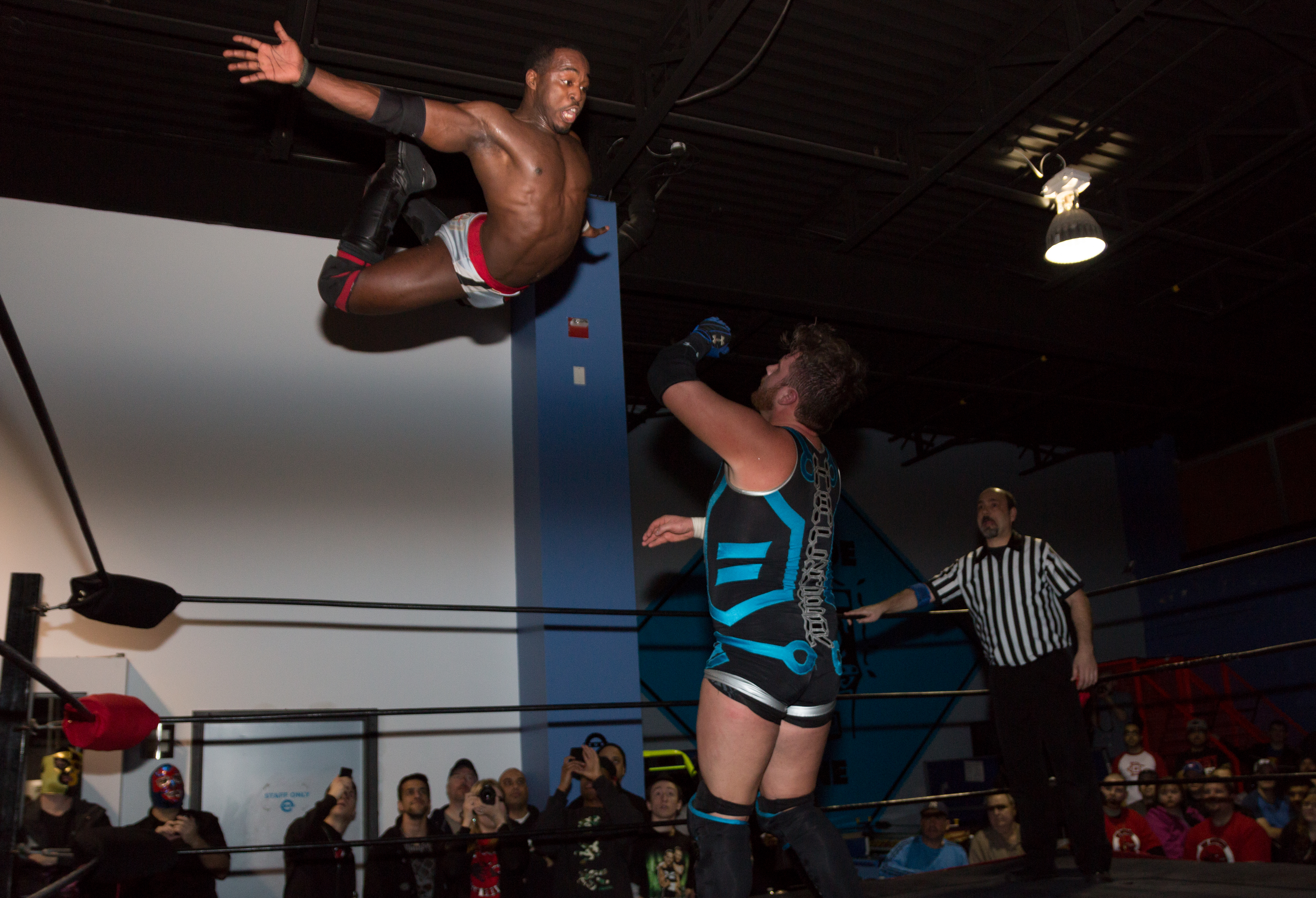
ダイビングクロスボディーアタック

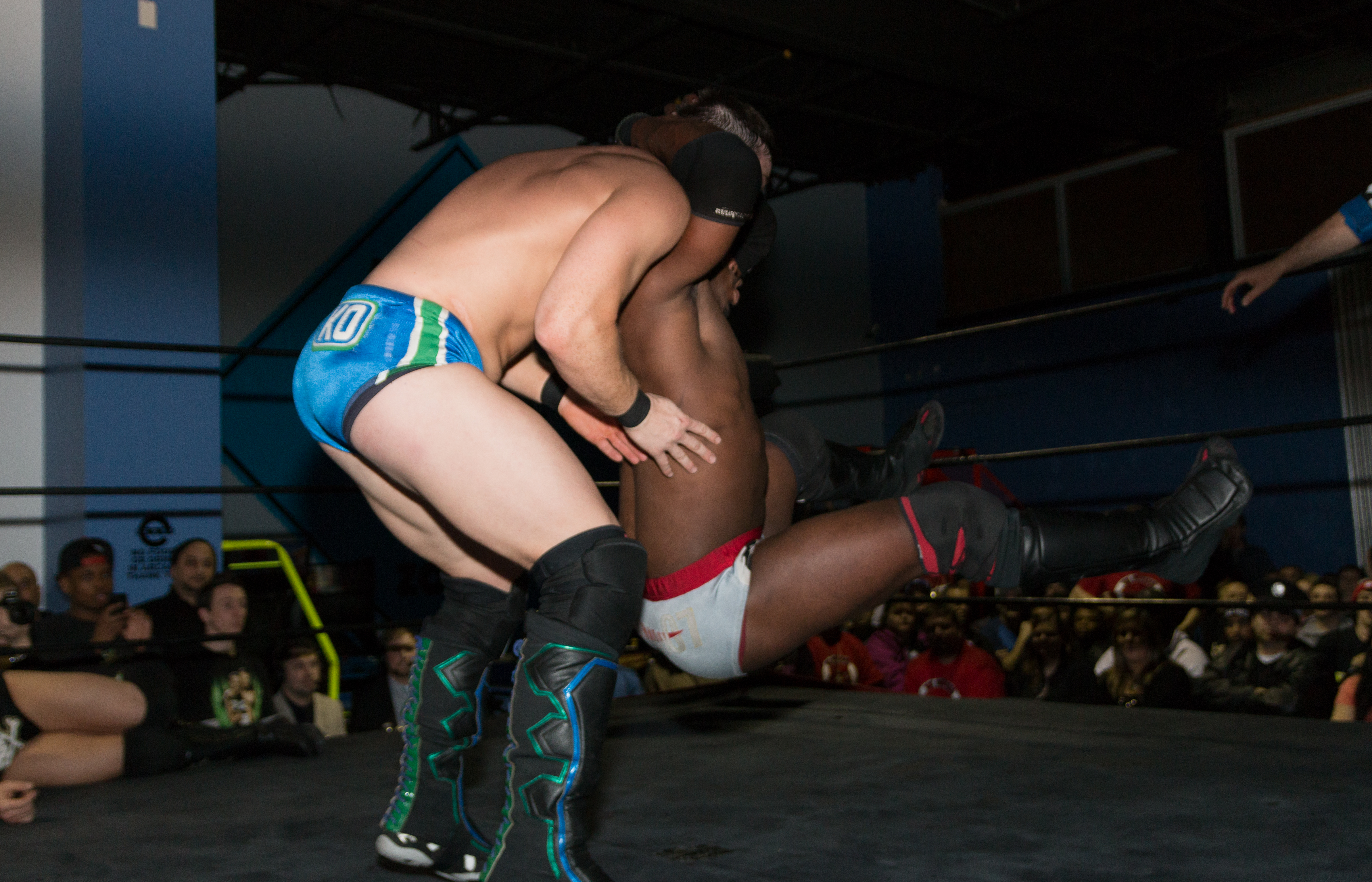
スタナー

### フィニッシュ・ホールド
ミッドナイトスター
現在のフィニッシュ・ホールド。トップコーナー上で直立しながら前方へ一回転しながら飛び上がり、寝ている相手に向かって自分の腹部から体を浴びせる。所謂、450°スプラッシュと同型。
ミッドナイト・ドライバー
みちのくドライバーIIと同型。
ソウルバスター
ベアハッグの要領で捕らえた相手の首の後ろに腕を回しながら、DDTの要領で相手を脳天からマットに突き刺していく。
旧名ACH's ビッグバン・アタック。

### 打撃技
エルボーバット
ドロップキック
かめはめ波
両手首を合わせて手を開き、右腰付近に両手を引きながら真正面に立つ相手の胸部ないし腹部に目掛けて、掌底を打ち込む。
M.J.エルボー
ロープへ飛んで助走を付け、コーナーにもたれ掛かる相手に対して放つジャンピング・バック・エルボー。
レディ・オア・ノット・ヒア・アイ・カム
尻餅をつきながらコーナーにもたれ掛かる相手に向かって対角線から助走をとりながら放つスライディング・ラリアット。
ラリアットを放った直後に体をセカンドロープとサードロープの間を潜り抜けて場外に着地するムーブが特徴。
ブッカー・T
ブッカー・Tがフィニッシャーとして使用していたシザーズ・キックと同型。
トップロープとセカンドロープの間にうつ伏せにもたれ掛かる相手に対して、エプロンサイドから助走を付けて放つ型を得意としている。
クレーンキック
映画「ベスト・キッド」の主人公、ダニエル・ラルーソーが見せた蹴り技で、鶴の舞いのポーズから放つ二段蹴り。
相手に蹴りを放った直後に後方転回しながらマットに着地するパターンも見られる。
ドラゴンボールZ
コーナーにもたれ掛かる相手に向かってエルボー・バットを3連発で放っていき、最後に対角コーナーから助走を付けて串刺し式のスピアーを放っていくコンビネーション。

### 投げ技
T-ボーン・スープレックス
シェルトン・ベンジャミン公認のT-ボーン・スープレックス
バスターコール
ヒーローズ・グリップ
ACHが使用するジャーマン・スープレックス・ホールドの名称。
スタナー
フェイタリティ
相手の両足をセカンドロープに引っ掛けさせ、リバースDDTの要領で相手の首を抱え込み、そのまま自身の体を左方向に180°回転させて、その勢いでうつ伏せに引っ繰り返った相手の顔面をマットに叩きつける。
ソニックブーム
前屈みとなった相手に向かって走り込みながら、首を捉えて放つスイング式ネックブリーカー。
ジャーマン・スープレックスホールド
ACHの場合ホールドの瞬間は腰ではなく太ももを抱えてフォールを奪う。

### 飛び技
ドラゴンフライ
ACHが使用するフロッグ・スプラッシュの名称。
ザ・ベスト・450°・エバー
両足をセカンドロープに掛けながら、仰向けに倒れている相手に向かって放つ450°スプラッシュ。
エア・ジョーダン / マイケル・ジョーダン
ロープへ飛んで助走を付け、セカンドロープを踏み台にしながらトップロープを飛び越えて前方回転しながら場外にいる相手に放つ体当たり。
フリーバード・クロスボディ
ACHが使用するダイビング・ボディ・アタックの名称。

## タイトル歴
NWAヒューストン
- NWAローンスター・ジュニアヘビー級王座 : 1回

VIPレスリング
- VIPヘビー級王座 : 1回

アナーキー・チャンピオンシップ・レスリング
- ACWヘビー級王座 : 1回
- ACW U-30ヤングガン王座 : 1回
- ローン・スター・クラシック 優勝 : 1回（2011年）

オール・アメリカン・レスリング
- AAWヘビー級王座：1回
- AAWヘリテイジ王座 : 1回

ニュースクール・フェデレーション
- NSFセントラル・テキサス王座 : 1回
- NSFヘビー級王座 : 1回

ハイリスク・レスリング
- HRWハイリスク王座 : 1回

プロレスリング・エピック
- エピック8トーナメント 優勝 : 1回（2013年）

プロレスリング・ノア
- 日テレG+杯争奪ジュニアヘビー級タッグ・リーグ戦 優勝 : 1回（2016年, w / 石森太二）

メトロ・プロレスリング
- NWAセントラルステイツ・ヘビー級王座 : 1回
- MPWセントラルステイツ王座 : 1回

ワールド・オブ・レスリング
- WOWクルーザー級王座 : 1回

WWE・NXT
- NXTブレイクアウト・トーナメント 優勝 : 1回（2019年）

## 入場テーマ曲
- Street Fighter / Team RNB

## その他
- 『ドラゴンボール』や『ONE PIECE』など、日本の漫画を愛読しており、技名にも取り入れている。コスチュームには麦わらの一味の海賊旗をプリントしており、フランキーの「スーパー!」ポーズを試合中に使用する。
- 「BEST OF THE SUPER Jr.25・優勝決定戦」出場時、内藤哲也の入場曲「STARDUST」に合わせて突然ダンスを始め、内藤コール以上のACHコールを生んだこともある。